# 동대성
동대성(同大城)은 삼국시대 김유신 장군이 백제의 7성을 공취한 성곽의 하나이다.

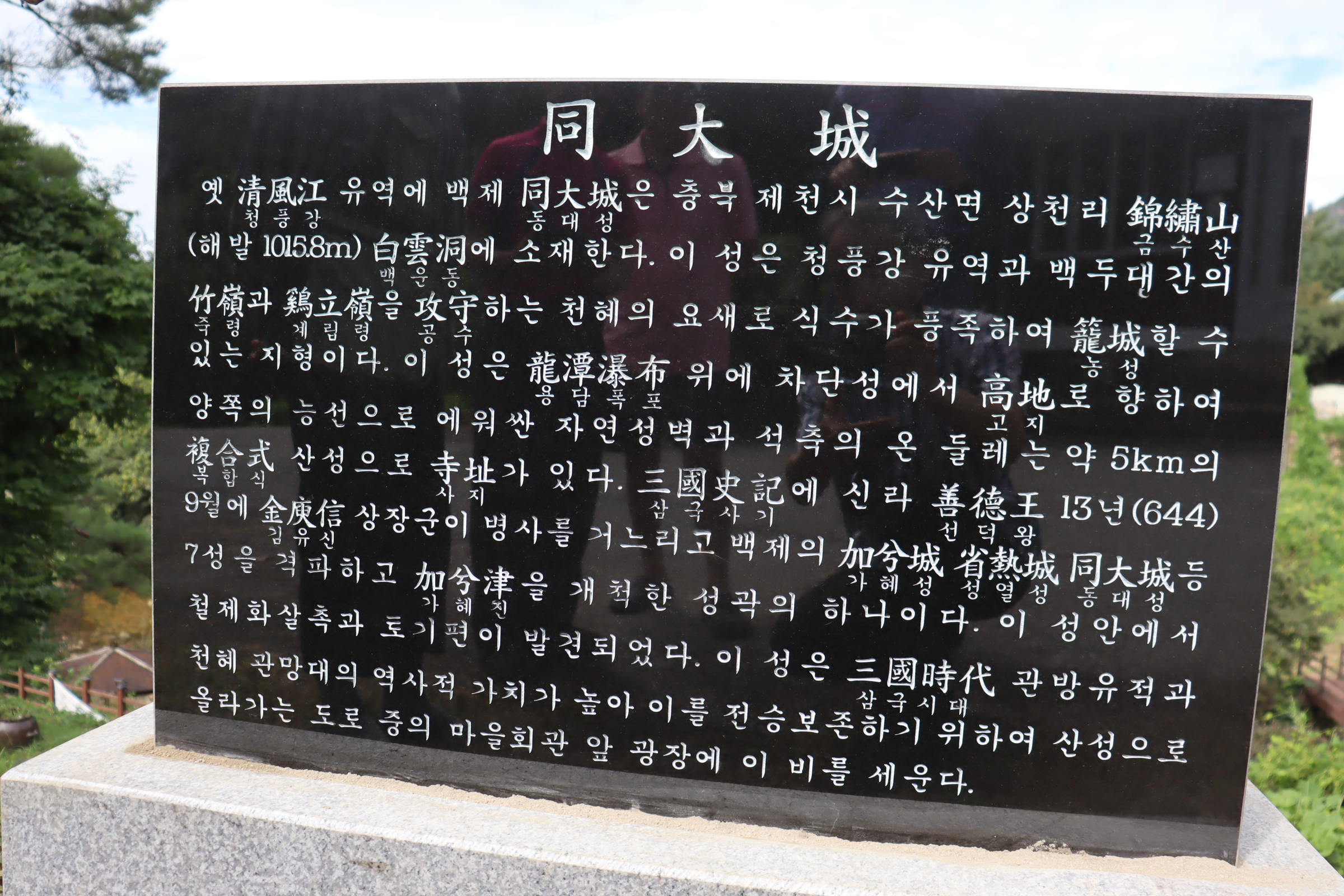
백제 7성 동대석 표지석 전면

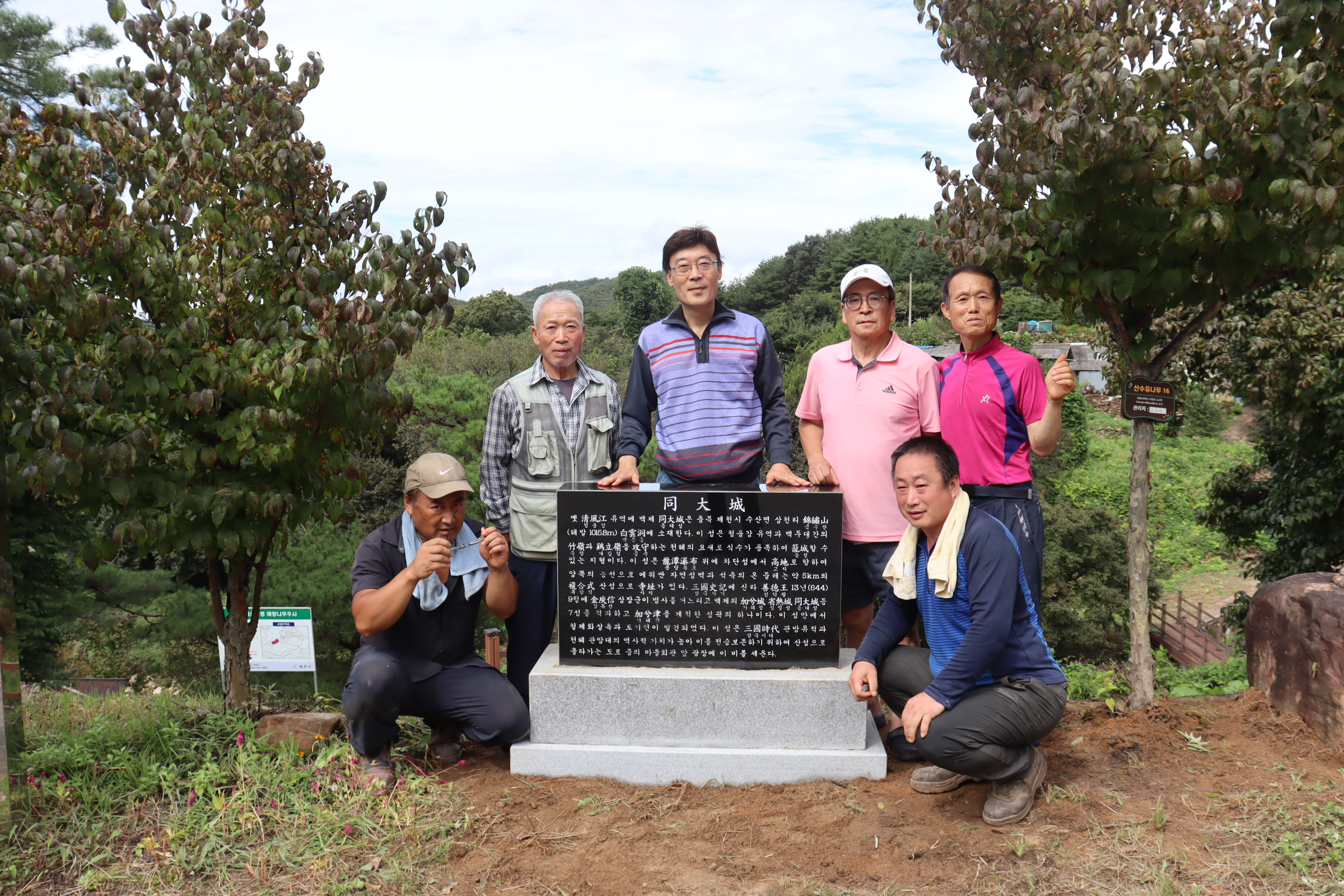
백제 7성 동대성 표지석 수립

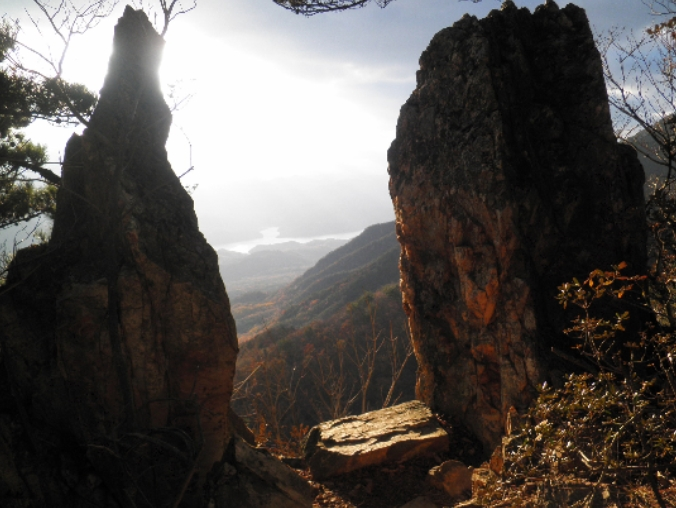
동대성 망대

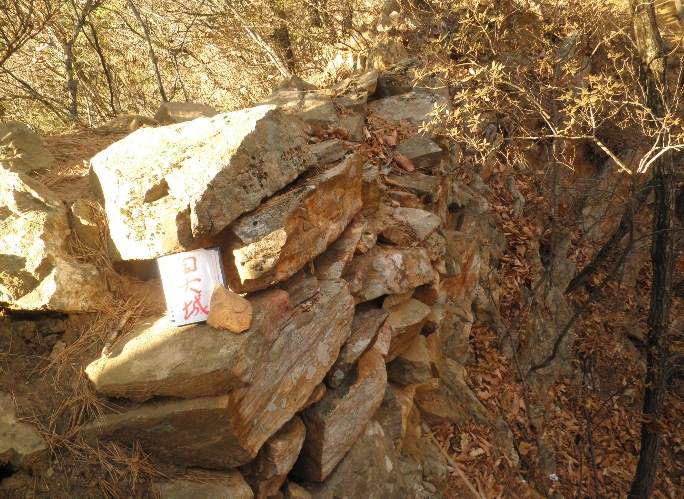
백제 동대성 석축 일부

## 위치
- 백제의 동대성(同大城)은 충북 제천시 상천리 금수산에 소재하며, 좌표는 N36 59.090 E128 15.416이다.

## 전적사료
- 신라 선덕왕 13년(644) 9월 왕명으로 김유신을 상장군으로 삼아 병사를 거느리고 백제의 가혜성(加兮城), 성열성(省熱城), 동대성(同大城) 등 7성을 쳐서 크게 승리하고 가혜진(加兮津)을 열었다.[1]

## 발견 및 규모
- 동대성(同大城)[2]은 미상으로 분류되었으나 동대성으로 정립할 수 있는 자료를 확보하였다.
- 1995년 10월 16일 류금열, 김성호, 윤수경 금수산 성곽탐사 류금열 최초 발견, 2000년 4월 3일 김성호와 류금열이 실측하였다.
- 금수산의 정상부에서 남측으로 능선에 소재한 성적(城蹟)은 약 1,650m, 용추폭포(龍湫瀑布)의 협곡에서 성안을 형성한 포곡식산성으로 자연성벽의 온둘레는 약 5km이다.[3]

## 비정 및 유물
- 금수산 산성 입구에 하천리 동산곡(同山谷)의 음운은 동대성(同大城)의 비정에 단서제공하며, 상천리 가은산에 가혜성과 청풍문화재단지에 성열성의 연접성이 있다.
- 성곽의 전망권은 청풍호반에 관방유적을 아우르는 동(同)자, 대(大)자는 장기간 농성(籠城)하는 수비성과 공격을 겸비한 대성(大城)으로 성안이 넓어서 수천 명이 함께 대거 주둔하여 함께 크게 대승한 동대성(同大城)의 뜻을 함축한다.
- 동문주변에 차단성을 축조하고, 동문안의 협곡에는 백운사지, 화전민이 거처한 곳으로 식수와 군전이 풍족한 천혜의 대성(大城)으로 수만 명이 함께 주둔할 수 있어 동대성(同大城)에 부합한다.
- 용추폭포에서 북서향으로 암반을 타고 오르면서 골짜기를 일명 시매골(屍埋谷)은 시체를 묻은 지명이 전승한다.
- 수산면 상천리 김용빈은 성터에서 무쇠화살촉(길이60cm 폭1cm)을 수습하여 농기구를 사용, 동문안 차단성에서 삼국시대 토기편을 수습하였다.[4]